# Corvus mellori
El cuervo de Mellor (Corvus mellori) es una especie de ave de la familia Corvidae, que es endémica de Australia. Su plumaje, pico y patas son negros, su iris es blanco. Sus plumas negras poseen bases color gris.

## Descripción

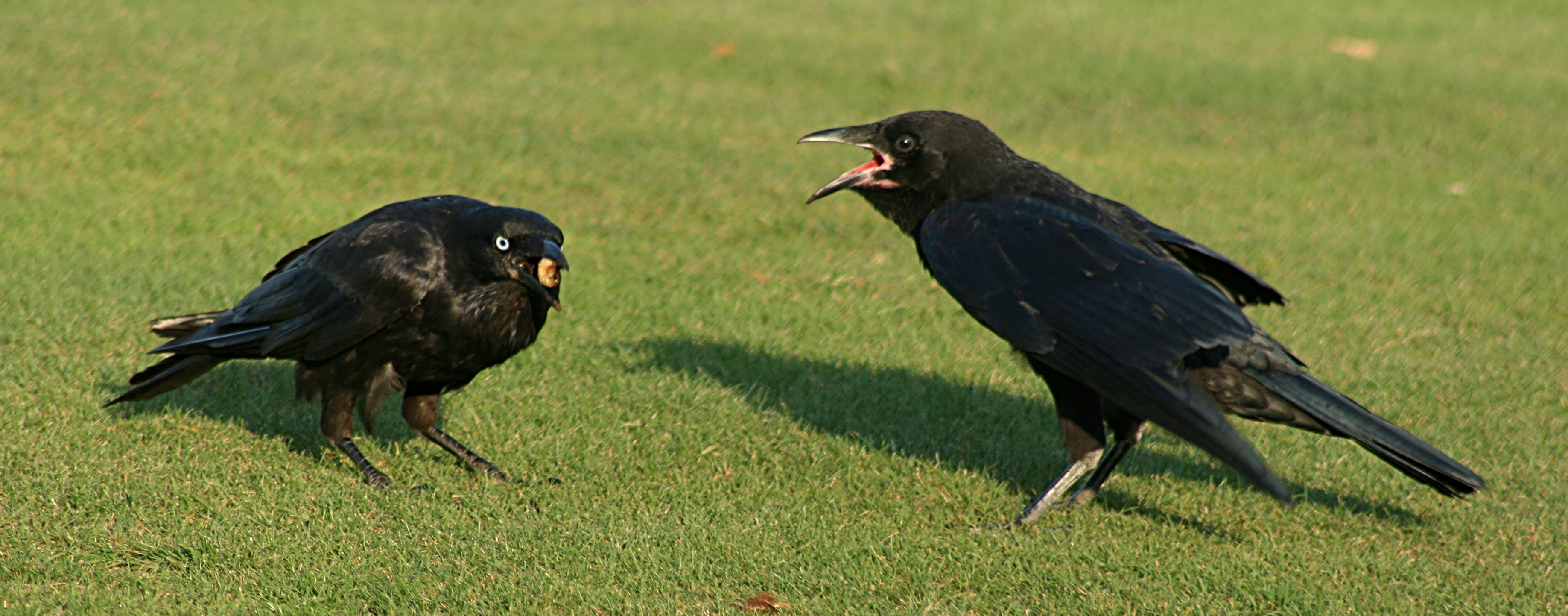
Un ejemplar juvenil (der.) llama para alimentarse con la caza que ha capturado su madre (izq.).

El cuervo de Mellor mide unos 48 a 50 cm de largo, su pico es algo más pequeño y más curvado que el del cuervo australiano, y sus llamadas son más breves y su garganta se hincha menos al llamar. Es una especie medianamente sociable, y forma bandadas que se desplazan buscando alimentos.

## Distribución y hábitat
El cuervo de Mellor vive en el sureste de Australia desde el sur de  South Australia, hasta Victoria y Nueva Gales del Sur. También se lo encuentra en Kangaroo Island (S.A) e isla King (Estrecho de Bass).
Vive entre los arbustos, zonas agrícolas, y bosquecillos, costas, praderas y suburbios.